# Смешение полимеров под действием сдвиговых деформаций
Смешение полимеров под действием сдвиговых деформаций — эффективный метод получения композиций с улучшенными эксплуатационными свойствами

Постоянно возрастающие требования к изделиям из полимерных материалов, например, такие как, высокая теплостойкость, улучшенные механические и диэлектрические свойства, водо-химическая стойкость, стабильность полимерных изделий при длительной эксплуатации, морозо, бензо и маслостойкости вызывают необходимость либо синтеза новых полимеров, либо получения различными способами композиций из уже существующих полимеров. В то время как синтез новых полимеров в силу ограниченности числа неиспользуемых ранее мономеров представляется весьма проблематичной задачей, комбинация полимеров путём смешения позволяет варьировать их свойства и получать материалы, обладающие требуемыми характеристиками. В общем случае смешение полимеров представляет собой сложный физико-химический процесс, происходящий под действием механических и температурных воздействий.
Как правило, механическое воздействие приводит к измельчению материала, причём после достижения образующимися частицами определенного размера образование новой поверхности прекращается, и наступает пластическое течение материала, то есть происходит процесс переноса массы в твердом теле под воздействием внешнего силового поля. В результате измельчения обычно наблюдается уменьшение степени кристалличности вещества, а иногда и его полная аморфизация, что подтверждается данными рентгенографии и ИК-спектроскопии. В результате аморфизации возрастает скорость растворения и растворимости веществ, уменьшается температура и теплота плавления кристаллов, а также увеличивается температурный интервал плавления.
Необходимость постоянного совершенствования способов и технологии переработки полимеров является одной из главных проблем получения полимерных материалов, успешное решение которых позволяет целенаправленно регулировать их свойства. В этой связи использование метода совместного воздействия на материал высокого давления и сдвиговых деформаций представляет значительный интерес. 
Преимуществами данного метода являются возможность проведения смешения и переработки полимеров, а также их физической и химической модификации, в твердом состоянии в отсутствие органических растворителей, что делает процесс экологически чистым. При смешении полимеров в условиях высокотемпературных сдвиговых деформаций, образуются материалы, сочетающие в себе самые разные свойства, например, теплостойкость и упругость, гидрофобность и гидрофильность, кристаллическую и аморфную структуры и т. д. Суть метода основана на разрушении исходных компонентов при создании сложнонапряженного состояния под действием всестороннего сжатия и деформации сдвига. Физический принцип, лежащий в основе метода, заключается в том, что энергия, запасенная в материале, при приложении давления под воздействием сдвиговых деформаций реализуется в образовании новой поверхности, причём для этого достаточно создать лишь небольшое сдвиговое усилие. Особенность метода высокотемпературных сдвиговых деформаций заключается в том, что разрушение полимерных материалов происходит с образованием мелкодисперсного порошка. При этом процесс измельчения не является постепенным дроблением материала до меньших частиц, а осуществляется резко в ограниченном пространственном и временном промежутке, когда высвобождение упругой энергии происходит через образование новой поверхности, что указывает на спонтанное разрушение и позволяет предположить разветвленный механизм развития очагов разрушения.
Классическим примером аппаратуры, способной создавать сдвиговые деформации, являются наковальни Бриджмена, позволяющие варьировать давление в интервале от 0,1 до 20 ГПа . 
При работе на наковальнях Бриджмена исследуемое вещество в виде диска помещается между двумя наковальнями и сжимается до необходимого давления, а затем одна из этих наковален поворачивается относительно другой, создавая практически неограниченное пластическое течение в материале, помещенном между наковальнями, причём угол вращения определяет величину деформации сдвига. В специально сконструированных алмазных наковальнях давление может достигать значений вплоть до 550 ГПа . Механическое воздействие, следовательно, приводит к принудительному переносу реагирующих частиц и обеспечению их контакта. Таким образом, проведение твердофазных реакций на наковальнях Бриджмена включает в себя три основные стадии: измельчение материала, необходимое для обеспечения оптимального размера частиц, смешение реагентов, обеспечивающее максимальный контакт между частицами и непосредственно химическую реакцию.
Если наковальни Брджмена используются для проведения лабораторных исследований, то экструдер широко применяется для переработки полимеров различных классов. Экструдер также относится к типу оборудования, принцип действия которого основан на совместном воздействии на материал давления и сдвиговых деформаций. Скорость процессов, протекающих в экструдере, определяется характером смешения, температурными градиентами, диффузией реагентов и продуктов. Эти характеристики при проведении процесса в экструдере можно регулировать. В настоящее время созданы одно- и двухшнековые экструдеры-реакторы непрерывного действия. Их использование позволяет совмещать обычно разделенные процессы — измельчение, смешение, химическое взаимодействие и формование изделий.
Смешение полимеров под действием сдвиговых деформаций также может быть реализовано в смесителе типа Брабендер. На этом типе оборудования давления и сдвиговые деформации создаются в отличие от экструдера в закрытой камере в результате вращения двух шнеков.
Таким образом интерес к проблеме превращений полимеров в условиях высокотемпературных сдвиговых деформаций, в первую очередь, обусловлен возможностью широкого практического использования данного метода, позволяющего получать композиции, обладающие повышенной, по сравнению с полученными традиционными методами, гомогенностью распределения компонентов. 
В то же время существует и несомненный научный аспект, связанный, главным образом, с необходимостью получения более глубоких представлений о структурных изменениях в полимерах, возникающих при их деформировании в сложнонапряженном состоянии. Так, при смешении или экструзии полимерных материалов могут протекать процессы деструкции или модификации, то есть процессы, возникающие вследствие механохимического воздействия.